# Thea LaFond
Thea Noeliva LaFond (Roseau, 5 de abril de 1994) es una deportista dominiquesa que compite en atletismo, especialista en la prueba de triple salto; campeona olímpica en París 2024.

## Trayectoria
Participó en tres Juegos Olímpicos de Verano, entre los años 2016 y 2024, obteniendo una medalla de oro en París 2024, en la prueba de triple salto.
Ganó una medalla de oro en el Campeonato Mundial de Atletismo en Pista Cubierta de 2024 y una medalla de bronce en los Juegos Panamericanos de 2023.
Fue la abanderada de Dominica en las ceremonias de apertura de los Juegos Olímpicos de Tokio 2020 y París 2024 (en ambas ocasiones con el atleta Dennick Luke).
Aunque nació en Dominica, creció en los Estados Unidos. Estudió el grado de Medios y Comunicaciones en la Universidad de Maryland.

## Palmarés internacional
| Juegos Olímpicos                     | Juegos Olímpicos      | Juegos Olímpicos  | Juegos Olímpicos |
| Año                                  | Lugar                 | Medalla           | Prueba           |
| ------------------------------------ | --------------------- | ----------------- | ---------------- |
| 2024                                 | París (Francia)       | Medalla de oro    | Triple salto     |
| Campeonato Mundial en Pista Cubierta |                       |                   |                  |
| Año                                  | Lugar                 | Medalla           | Prueba           |
| 2024                                 | Glasgow (Reino Unido) | Medalla de oro    | Triple salto     |
| Juegos Panamericanos                 |                       |                   |                  |
| Año                                  | Lugar                 | Medalla           | Prueba           |
| 2023                                 | Santiago (Chile)      | Medalla de bronce | Triple salto     |